# 圣经播放器
圣经播放器是利用科技录音人的声音，诵读《圣经》的播放器。除此之外，圣经播放器里还有很多牧师讲道、赞美诗等；它还有很多其他功能，比如录音、视频、复读、扩音器，等等。